# 22e brigade blindée (Royaume-Uni)
La 22e brigade blindée (22th Armoured Brigade, en anglais), est une formation de l'armée britannique.